# Ernst Budig
Ernst Budig (* 1. Januar 1908 in Köln; † 29. Dezember 1971 ebenda) war ein deutscher Schwimmer.

## Biografie
Ernst Budig nahm an den Olympischen Sommerspielen 1928 in Amsterdam teil. Im Wettkampf über 200 m Brust schied er im Vorlauf aus. Darüber hinaus wurde Budig mit Sparta Köln 1928 und 1929 Deutscher Mannschaftsmeister.
Budig war zuletzt als Stadtvermessungsamtsrat tätig. Er starb 1971 drei Tage vor seinem 64. Geburtstag in seiner Wohnung in Köln-Lindenthal. Seit 1934 war er mit Klara geb. Derichs (1909–1980) verheiratet. Die Grabstätte der Eheleute befindet sich auf dem Kölner Melaten-Friedhof.